# Úrvalsdeild 1926
Thống kê của Úrvalsdeild mùa giải 1926.

## Tổng quan
Lần đầu tiên kể từ khi thành lập vào năm 1912, có một đội bóng ngoài Reykjavík tham gia, làm số lượng đội bóng tham gia lên 5 đội. Như năm đầu tiên, ÍBV là đội bóng duy nhất ngoài thủ đô tham gia. KR giành chức vô địch.

## Bảng xếp hạng
| Vị thứ | Câu lạc bộ | St | T | H | B | BT | BB | HS  | Đ |
| 1      | KR         | 4  | 3 | 1 | 0 | 17 | 6  | +11 | 7 |
| 2      | Fram       | 4  | 3 | 1 | 0 | 7  | 4  | +3  | 5 |
| 3      | Víkingur   | 4  | 2 | 0 | 2 | 9  | 6  | +3  | 4 |
| 4      | ÍBV        | 4  | 0 | 1 | 3 | 9  | 17 | -8  | 1 |
| 5      | Valur      | 4  | 0 | 1 | 3 | 8  | 17 | -9  | 1 |